# L’ordre règne à Varsovie
L’ordre règne à Varsovie (pol. Porządek panuje w Warszawie) – karykatura wykonana w technice barwnej litografii na papierze, znajdująca się w zbiorach Biblioteki Narodowej Francji w Paryżu. Autorem karykatury stworzonej w 1831 jest francuski grafik i ilustrator Jean Ignace Isidore Gérard bardziej znany pod pseudonimem Grandville.

## Opis
Tytuł karykatury – Porządek panuje w Warszawie – nawiązuje do słów ministra spraw zagranicznych Francji Horace′a Sébastianiego wypowiedzianych 16 września 1831 przed francuską Izbą Deputowanych (tekst). Sébastiani użył tego sformułowania, nawiązując do informacji o zdobyciu Warszawy przez wojska rosyjskie tłumiące powstanie listopadowe.
Karykatura przedstawia zarośniętego rosyjskiego Kozaka z długą fajką w lewej i lancą w prawej dłoni w płonącej i zrujnowanej Warszawie, który stoi we krwi. Jego „dziki” i „zbójecki” wygląd dobrze oddaje grozę przedstawionej sceny – obok niego leży odcięta głowa w bolesnym grymasie, a za nim leżą stosy ciał pomordowanych. W tle po lewej widać wbite w ziemię lance, na których nadziano odcięte głowy, po prawej zaś widoczne są szubienice przygotowane do wieszania Polaków.